# Tsurui
Tsurui (jap. 鶴居村 Tsurui-mura) – wieś w Japonii, w prefekturze Hokkaido, w podprefekturze Kushiro. Według danych na rok 2020 miejscowość zamieszkiwało 2 558 mieszkańców , a gęstość zaludnienia wyniosła 4,5 os./km².